# Зубарєв Григорій Лаврентійович
Григорій Лаврентійович Зубарєв (1903, місто Слов'янськ, тепер Донецької області — ?) — молдавський радянський діяч, 1-й секретар Тирновського районного комітету КП(б) Молдавії. Член ЦК КП(б) Молдавії в 1941—1949 роках.

## Біографія
Народився в родині робітника. З 1919 до 1921 року працював різноробом.
У 1921—1924 роках — у Червоній армії.
З 1924 року знову працював різноробом. Освіта незакінчена середня.
Член ВКП(б) з 1930 року.
У 1930—1933 роках — завідувач магазину.
У 1933—1935 роках — редактор радіомовлення та завідувач філії Книгокультторгу міста Слов'янська Донецької області.
У 1935—1940 роках — на партійній роботі в Донецькій (з 1938 року — Сталінській) області.
4 липня 1940 року призначений секретарем Сороцького повітового комітету КП(б) України із кадрів.
У 1940 — липні 1941 року — 1-й секретар Тирновського районного комітету КП(б) Молдавії.
Подальша доля невідома.